# Adrodamaeus musci
Adrodamaeus musci är en kvalsterart som beskrevs av Adilson D. Paschoal 1984. Adrodamaeus musci ingår i släktet Adrodamaeus och familjen Gymnodamaeidae. Inga underarter finns listade i Catalogue of Life.